# Opere di Frank Lloyd Wright
Segue una cronologia incompleta dei progetti realizzati dall'architetto Frank Lloyd Wright.
Otto di queste opere sono state incluse nella lista dei patrimoni dell'umanità dell'UNESCO il 7 luglio 2019, con la denominazione "Opere architettoniche del XX secolo di Frank Lloyd Wright".

## 1886-1887
Lavori di Wright come progettista nello studio di Joseph Lyman Silsbee:
- Unity Chapel, 1886. Spring Green, Wisconsin
- Hillside Home School I, 1887, Spring Green, Wisconsin

## 1888-1892

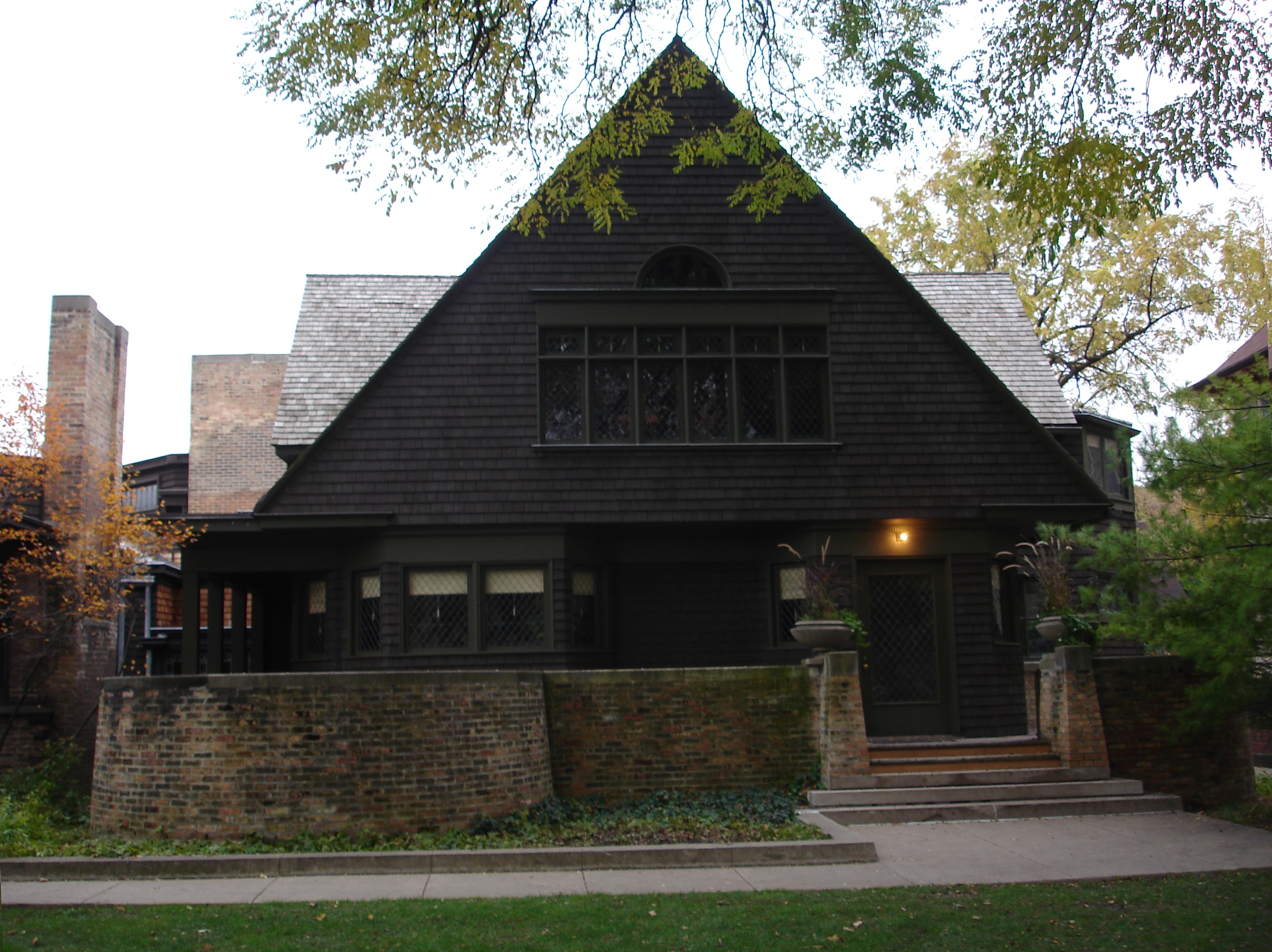
Frank Lloyd Wright Home and Studio, Oak Park, Illinois

Agli inizi del 1888, dopo un breve periodo di lavoro con l'architetto Joseph Silsbee, Wright entrò a far parte del prestigioso studio di architettura Adler & Sullivan. Qui fu profondamente ispirato dalla visione di Louis Sullivan, che promuoveva un'architettura autenticamente americana, capace di riflettere il paesaggio del Midwest e di rispondere alle esigenze di uno stile di vita moderno negli Stati Uniti.
- Auditorium Building, 1888, Chicago, Illinois
- Frank Lloyd Wright Home and Studio, 1889, Oak Park, Illinois
- Louis Sullivan Bungalow, 1890, Ocean Springs, Mississippi
- James Charnley House, 1891, Chicago, Illinois
- James Charnley Summer Cottage, 1891, Ocean Springs, Mississippi

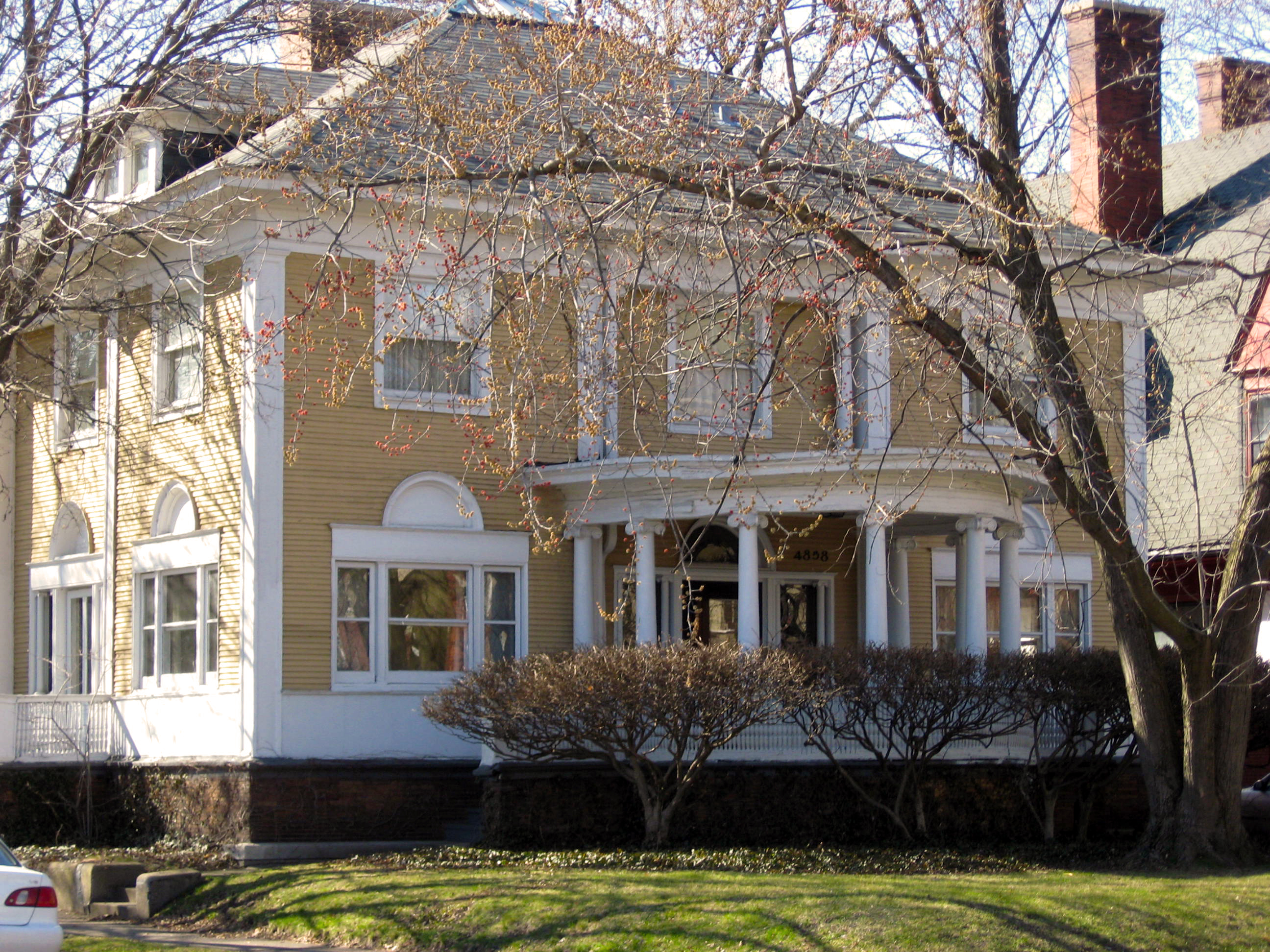
George Blossom House (1892)

Durante il suo periodo presso Adler & Sullivan, Wright arrotondò lo stipendio accettando diversi incarichi indipendenti.
- W.S. MacHarg House, 1891, Chicago, Illinois
- George Blossom House, 1892, Chicago, Illinois
- W. Irving Clark House, 1892, La Grange, Illinois
- Robert Emmond House, 1892, La Grange, Illinois
- Thomas and Laura Gale House, 1892, Oak Park, Illinois
- Dr. Allison Harlan House, 1892, Chicago, Illinois
- Warren McArthur House, 1892, Chicago, Illinois
- Albert Sullivan House, 1892, Chicago, Illinois
- Robert Parker House, 1892, Oak Park, Illinois
- Ristrutturazione dell'Hotel Victoria, insieme all'ufficio di Adler e Sullivan, Chicago Heights, Illinois

## 1893

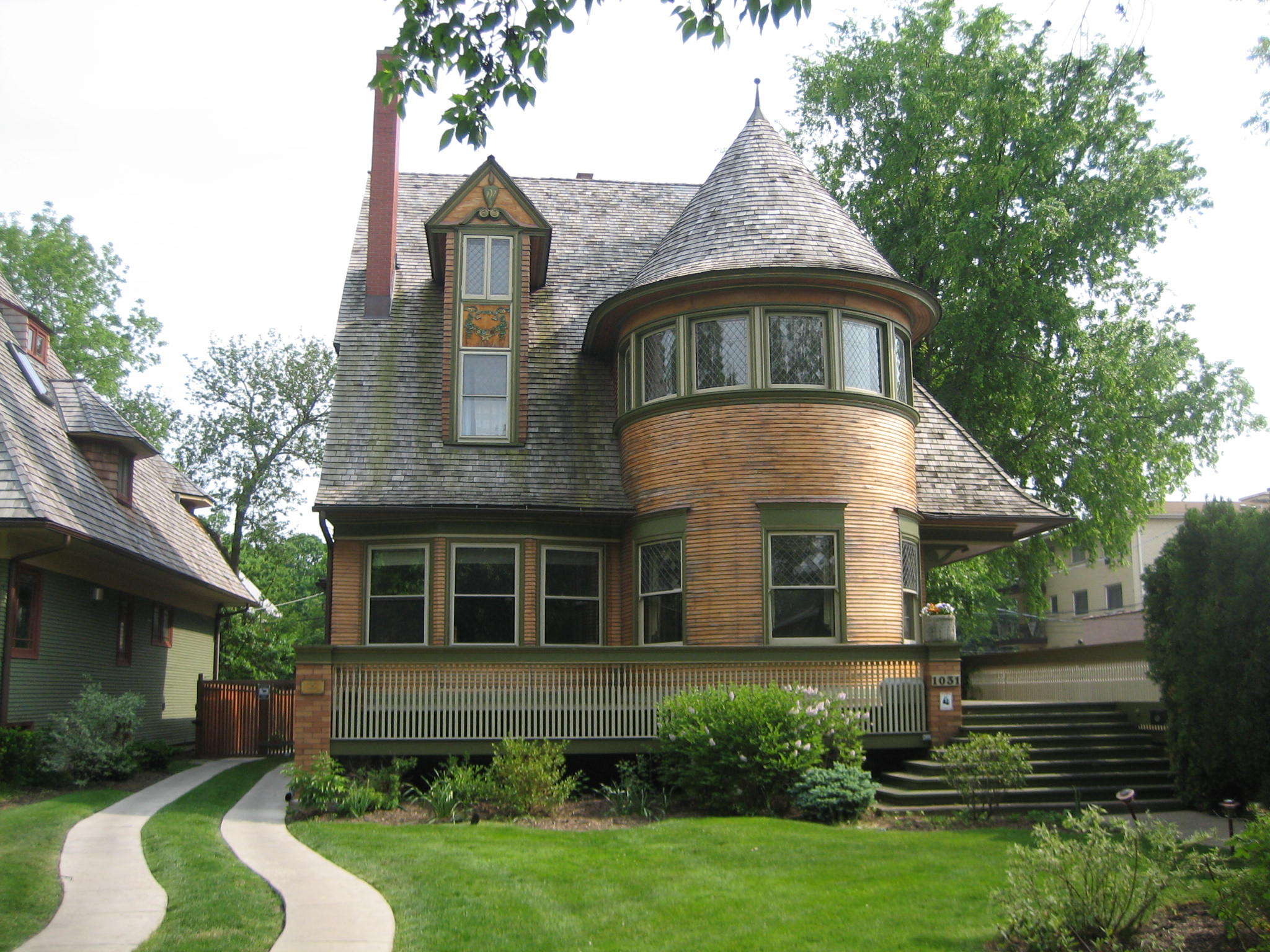
Walter H. Gale House, di Frank Lloyd Wright, 1893.

- Casa per Walter Gale, Oak Park, Illinois
- Cottage per Robert Lamp, Madison, Wisconsin
- Rimessa per barche Lake Mendota, Madison, Wisconsin
- Casa e scuderie per William H. Winslow, River Forest, Illinois
- Casa per Francis Wooley, Oak Park, Illinois
- Stanza dei giochi per Frank Lloyd Wright, Oak Park, Illinois
- Milwaukee Library

## 1894
- Casa per Frederick Bagley, Hinsdale, Illinois
- Fonte battesimale per Bagley Company, Chicago, Illinois
- Ristrutturazione della casa di Dr. H. W. Basset, Oak Park, Illinois
- Casa per Peter Goan, La Grange, Illinois

### Roloson House (Chicago, IL)

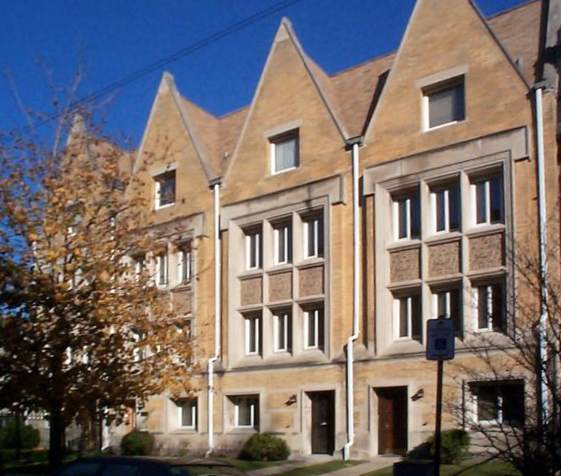
Robert W. Roloson Houses (1894)

Furono progettate nel periodo di studio delle Prairie houses parallelamente ad altri esperimenti stilistici legati alla rielaborazione della casa gotica (Moore house).
Il complesso residenziale progettato per Robert Roloson sorge su un lotto stretto e lungo; la pianta è formata da due elementi affiancati, con un cavedio centrale che serve per l'illuminazione e l'accesso agli appartamenti. La facciata è in mattoni e presenta motivi neogotici rielaborati con originale personalità. Essa è divisa in tre fasce: superiore con timpani, centrale con finestre triple e una decorazione in mattoni (con un motivo a quadrati), e inferiore, sempre in mattoni con aperture e balaustre. Il paramento in mattoni è simile a quello della Charnley house.

## 1895

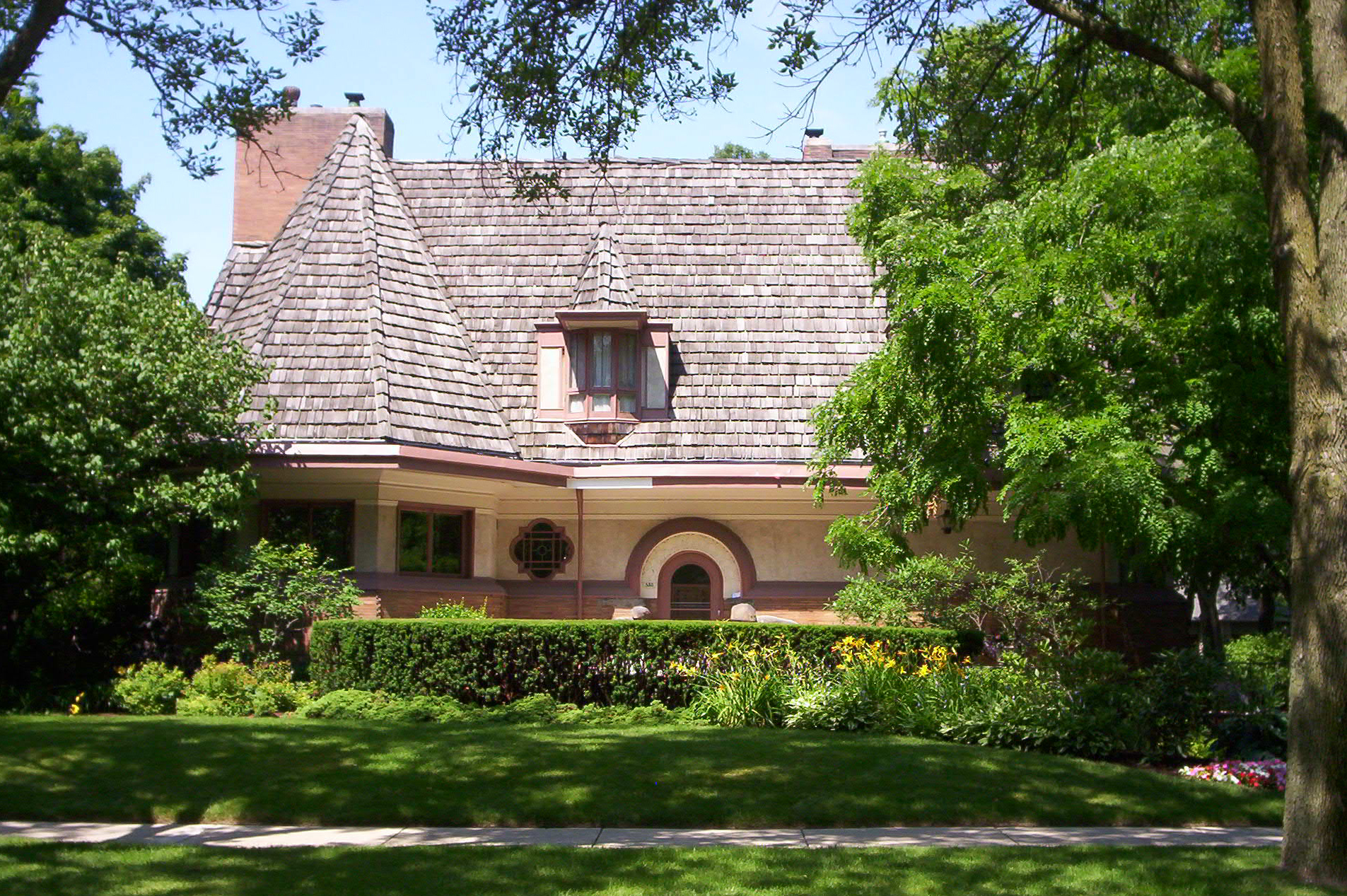
Chauncey L. Williams House (1895)

- Ristrutturazione della casa per H. P. Young, Oak Park, Illinois
- Studio Frank Lloyd Wright, Oak Park, Illinois
- Casa per Chauncey Williams, River Forest, Illinois
- Appartamenti Edward C. Waller, Chicago, Illinois
- Casa per Nathan G. Moore, Oak Park, Illinois

### Appartamenti Francis (Chicago, IL – demoliti)
Emerge la chiarezza funzionale. Con paramento in mattoni, la decorazione era limitata al cornicione, al basamento e alla cancellata. Il blocco aveva sei appartamenti per piano, era a C, con una piccola corte dalla quale si accedeva alle due scale d'ingresso. I piani, che risultavano simmetrici rispetto all'asse d'entrata, avevano lunghi corridoi che portavano agli appartamenti. Erano presenti più scale antincendio.

### Appartamenti Francisco Terrace (Chicago, IL – demolite)
Furono commissionate da Edaward C. Waller, per il cui figlio Wright progettò un capolavoro della sua architettura: i Midway garden. Le Francisco Terrace sorgevano nel Near West Side, un quartiere povero di Chicago, ed erano appartamenti per operai. La casa aveva all'interno una grande corte alla quale si accedeva attraversando un arco di certa influenza Richardsoniana, ma che richiamava anche quello del Transportation building di Sullivan. Gli appartamenti erano di diversi tagli, avevano però un impianto simile: la zona dei servizi era interna, mentre sulla strada vi erano la zona giorno e la zona notte. Tutti gli ingressi, nella corte, erano protetti da pensiline in legno. Per garantire una certa riservatezza, ogni coppia di appartamenti aveva un accesso diretto.
Con la sua corte interna e un piano di appartamenti in più sugli angoli (quasi a fare delle torrette) la casa aveva un aspetto da fortino dell'“epopea del west”. Gotiche le bifore sulle “torri”.

## 1896

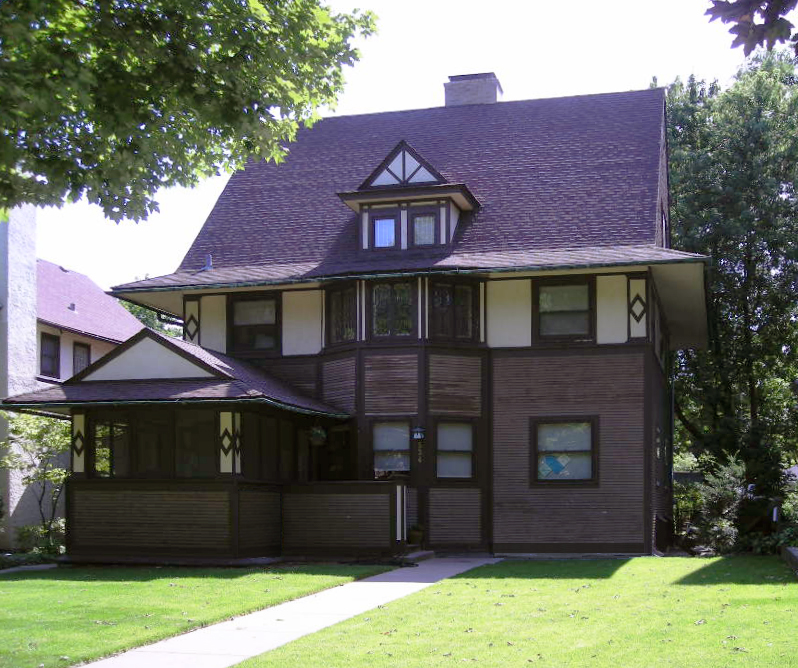
Harry C. Goodrich House (1896) Oak Park, IL.

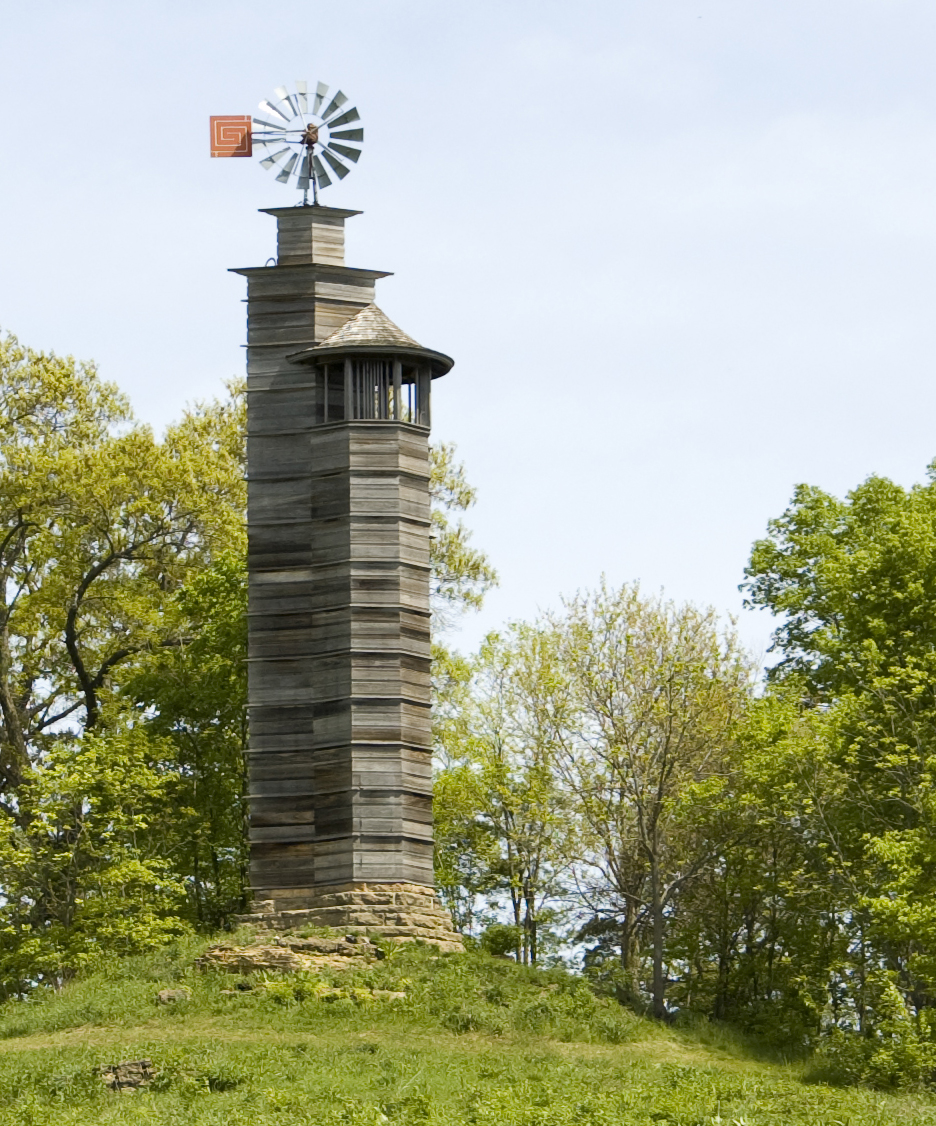
Mulino Romeo e Giulietta (1896)

- Casa per H. C. Goodrich, Oak Park, Illinois
- Casa per Isidore Heller, Chicago, Illinois
- Ristrutturazione della casa e delle scuderie per Charles E. Roberts, Oak Park, Illinois
- "Romeo e Giulietta" torre mulino a vento per la Hillside Home School, Spring Green, Wisconsin

## 1897
- Casa per George Furbeck, Oak Park, Illinois
- Rimessa per barche per Henry Wallis, Lake Delavan, Wisconsin

## 1898
- Casa per Rollin Furbeck, Oak Park, Illinois
- Casa per George Smith, Oak Park, Illinois
- Golf Club River Forest, River Forest, Illinois

## 1899
- Casa per Joseph Husser, Chicago, Illinois
- Ristrutturazione della casa per Edward C. Waller, River Forest, Illinois

## 1900

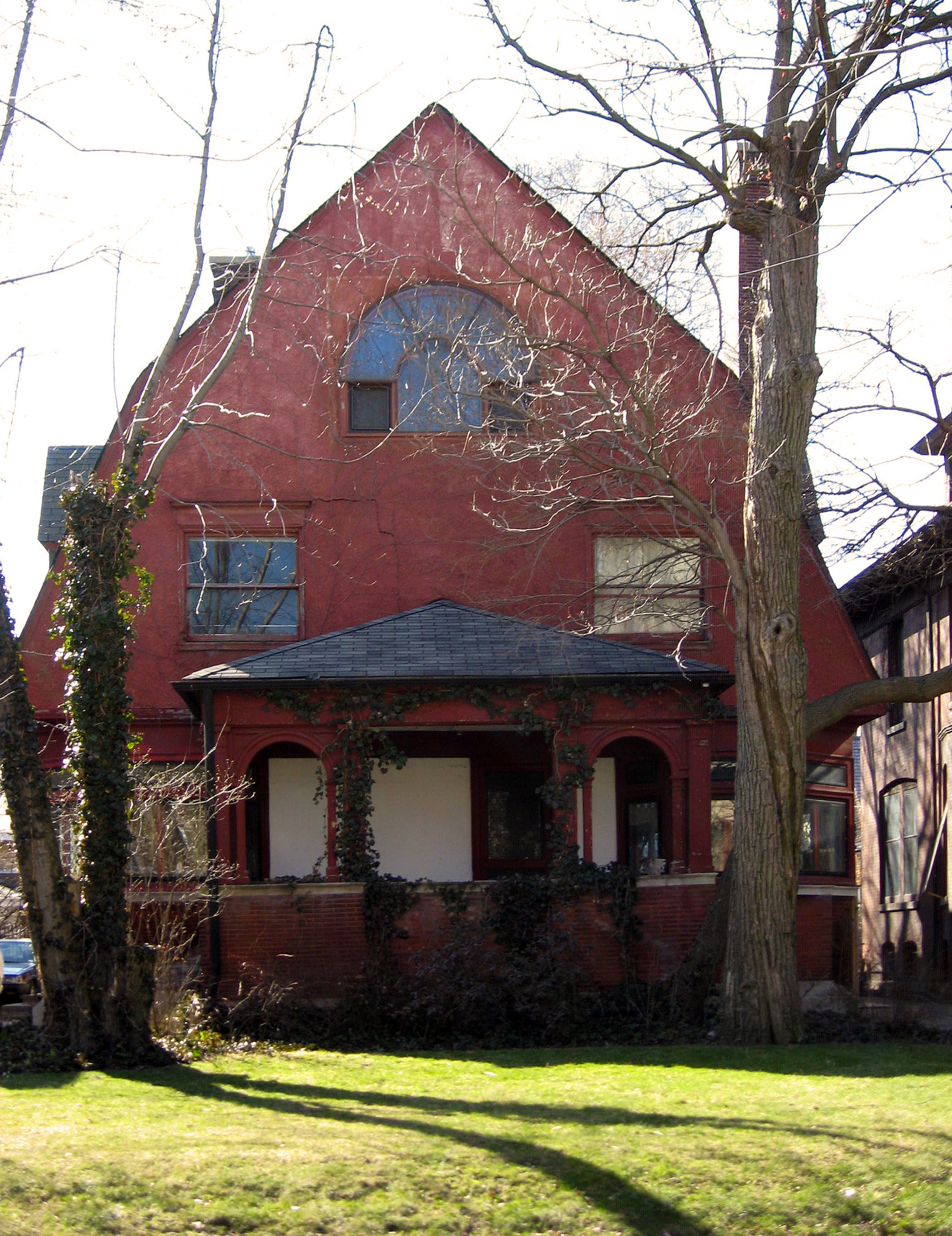
Warren McArthur House (1892)

- Casa per William Adams, Chicago, Illinois
- Casa per E. H. Pitkin, Sapper Island, Desbarats, Ontario, Canada
- Ristrutturazione della casa e del garage per Warren McArthur, Chicago, Illinois
- Ristrutturazione della casa per E. R. Hills, Oak Park, Illinois
- Cottage estivo per Stephen A. Foster, Chicago, Illinois
- Cottage estivo per Henry Wallis, Lake Delavan, Wisconsin
- Garage per George Blossom, Chicago, Illinois
- Casa per Harley Bradley, Kankakee, Illinois
- Rimessa per barche per Fred B. Jones, Lake Delavan, Wisconsin

### Warren House (Kankakee, IL)
Fu la prima Prairie house; asimmetrica, con pianta ad X, ha uno “slancio verticale e una fluidità spaziale che supera i muri e coinvolge anche il giardino” (Zevi). Le linee dei prospetti danno alla casa una forte orizzontalità.

## 1901
- Casa per E. Arthur Davenport, River Forest, Illinois
- Casa per William Fricke, Oak Park, Illinois
- Ristrutturazione della casa per Dr. A. W. Hebert, Evanston, Illinois
- Casa per F. B. Henderston, Elmhurst, Illinois
- Casa per Fred B. Jones, Lake Delavan, Wisconsin
- Aggiunte al golf club River Forest, River Forest, Illinois
- Padiglione espositivo per la Universal Portland Cement Company, Buffalo, New York
- Pollaio, scuderie e cancelli per Edward C. Waller, River Forest, Illinois
- Portineria per Henry Wallis, Lake Delavan, Illinois
- Scuderie per T. E. Wilder, Elmhurst, Illinois

## 1902
- Delavan Yacht Club, Lake Delavan, Illinois
- Cottage doppio per George Gerts, Whitehall, Michigan
- Cottage per Walter Gerts, Whitehall, Michigan
- Casa per Arthur Heurtley, Oak Park, Illinois
- Ristrutturazione della casa per Arthur Heurtley, Les Cheneaux Club, Marquette Island, Michigan
- Ricostruzione della Hillside Home School, Spring Green, Wisconsin
- Casa per Francis W. Little, Peoria, Illinois
- Casa per William E. Martin, Oak Park, Illinois
- Casa per Charles R. Ross, Lake Delavan, Wisconsin
- Casa per George W. Spences, Lake Delavan, Wisconsin

### Dana-Thomas House (Springfield, IL)
Grande e lussuosa casa, è sacrificata su un piccolo lotto senza alcuna vista particolare o apertura verso la prateria. I prospetti sono famosi per i loro colori caldi: mattoni ‘romani’ grigi dorati (importati dall'Inghilterra), legno di quercia e vetrate a piombo (su disegno dell'architetto, splendide).
Susan Lawrence Dana, personaggio in vista politicamente, chiese a Wright un edificio che non fosse soltanto una casa familiare, ma che avesse dimensioni tali da diventare un importante centro sociale dell'Illinois.
La tensione degli spazi è insolitamente verticale (ambienti pubblici al primo piano, salone a doppia altezza, luce dall'alto). Il grande atrio sembra più un'anticamera, una zona per socializzare prima di passare nell'adiacente sala da pranzo (non divisa da esso, indicata solo dalla presenza del tavolo). Dalla zona di ricevimento, con un lungo e stretto corridoio illuminato da vetrate su entrambi i lati si passa a una sala, detta “galleria”, con soffitto a volta, destinata a feste e balli, per cui la signora Dana era famosa.
La casa fu costruita sopra quella della signora Lawrence, madre di Susan Lawrence Dana, che fu quasi completamente demolita. Wright decise infatti di lasciare per l'anziana madre la biblioteca della vecchia casa, in stile Vittoriano (è dietro il salone). Tutti pensavano che la signora Lawrence, circondata da tanta modernità si sarebbe rifugiata sempre nel suo accogliente studio, ma invece si trovò tanto bene nell'accogliente casa di Wright che non vi andò quasi mai.

### Willits House (Highland Park, IL)
Con questa casa, che sorge in un sobborgo a nord di Chicago, si realizzò completamente l'idea della Prairie house. Come in molte altre case di questo periodo la pianta è a croce, impianto che Wright preferiva in quanto ogni braccio poteva estendersi verso la prateria e avere finestre su entrambi i lati.
L'orizzontalità della Willits house, accentuata dai tetti poco spioventi e dal basamento che si prolunga oltre il corpo dell'edificio (questo anche con la funzione di radicare in modo maggiore la casa con il terreno), è contrapposta alla verticalità degli alberi che sono davanti.
I volumi della facciata sono massimi al centro, e degradano progressivamente verso i lati. Dall'intonaco bianco si staccano le linee nere dei cornicioni, creando così un piacevole contrasto. Gli interni vedono come al solito il grande camino al centro, attorno al quale si avvolge la zona giorno. Questa non è divisa nei suoi più ambienti da mura, ma solo da diversi pavimenti e piccoli divisori; non sono definiti così spazi chiusi.
Nelle sue prime opere Wright tentò più volte di introdurre mobili da lui stesso progettati, ma, con grande delusione scoprì che i clienti, quando la casa era terminata, vi installavano il loro vecchio mobilio. Costruendo librerie, sedili, credenze e armadi incassati, era sicuro che almeno gli arredi di base sarebbero stati in armonia con la concezione generale. Cercava quindi di limitare la libertà di azione dei proprietari. Così fece nella W. Willits house.

### Fricke House (Oak Park, IL)
I prospetti sono anche qui di color panna e nero, come nella Willits; la Fricke house però, pur avendo già una certa articolazione volumetrica, a differenza di questa resta ancora una casa di transizione. A causa della strettezza del lotto ci fu il bisogno di andare verso l'alto: ha infatti ben tre piani. La disposizione della casa sul terreno è innovativa: non è al centro del lotto ma in un angolo: Wright rinunciò alla simmetria per lasciare più spazio al giardino. La pianta è a L.

### Thomas House (Oak Park, IL)
Soprannominata l'“harem” per la sua forma orientaleggiante, ha una pianta ad L e un alto basamento che sembra proteggerla. Al piano terreno non ci sono separazioni nette tra le varie zone. Un arco d'ingresso (Richardsoniano) porta in uno stretto corridoio di accesso (ingresso protetto) che arriva nel soggiorno, affacciato su terrazze.

### Heurtley House (Oak Park, IL)
La maggior parte delle case nella prateria hanno un impianto decisamente orizzontale; non è così per questa casa che sembra una fortezza su un prato. La facciata, molto imponente, è resa dinamica dal grosso arco d'ingresso che non è messo in posizione centrale. A pianta rettangolare, ha molte delle caratteristiche delle Prairie houses: camino centrale (un arco in mattoni) e tetto in dolce pendenza. La muratura alterna il mattone piatto con bande a rilievo, con tinte che vanno dal rosso al rosa pallido (è l'unica casa di Wright fatta così). In un continuum spaziale, al secondo piano c'è la zona abitativa: soggiorno, pranzo, veranda. Molto belli i vetri colorati, con un disegno piuttosto semplice creato da quadrati, bacchette di piombo e inserimenti di vetri trasparenti.

## 1903
- Abraham Lincoln Center per Jenkin Lloyd Jones, Chicago, Illinois
- Casa per George Barton, Buffalo, New York
- Casa per W. H. Freeman, Hinsdale, Illinois
- Granaio, scuderie e portineria per Fred B. Jones, Lake Delavan, Wisconsin
- Palazzo dell'amministrazione della Larkin Company, Buffalo, New York
- Fontana dello Scoville Park, Oak Park, Illinois
- Casa per J. J. Walser, Chicago, Illinois

## 1904
- Casa per Robert M. Lamp, Madison, Wisconsin

### Cheney House (Oak Park, IL)
A un solo piano, con pianta quadrata, è poggiata su un basamento come la Willits house. Attorno al camino, posto al centro, si snoda la zona giorno, aperta e con forma a C. Dietro il camino la zona di servizio e le camere. In mattoni, è contenuta da una sorta di recinto (Mies vi si ispirò).

### Darwin Martin House (Buffalo, NY)
La grande casa, progettata per un importante dirigente della Larkin Company, è articolata in più padiglioni (residenza, garage, serra e dépendance); la larghezza del sito infatti, consentì per la prima volta a Wright l'impiego di questa pianta, con la quale la ‘distensione sul paesaggio’ poteva esser portata a livelli estremi.
La rottura della scatola è massima: nei volumi interni, ma anche nell'articolazione degli esterni (l'asse di collegamento casa-garage/serra divide il giardino i due parti, una per ciascuna abitazione). Grande la cura dei materiali; dai mattoni, alle finiture in legno, agli splendidi vetri (fatti da specialisti su disegno di Wright). La casa principale ha pianta cruciforme, come peraltro la dependance, che era stata fatta per la figlia di Martin.

## 1905
- Casa per Mary M. W. Adams, Highland Park, Illinois
- Casa per Hiram Baldwin, Kenilworth, Illinois
- Casa per Charles E. Brown, Evanston, Illinois
- Ufficio immobiliare per E. A. Cummings, River Forest, Illinois
- Fabbrica di detersivi E-Z per William E. e Darwin D. Martin, Chicago, Illinois
- Tre cottage estivi per Mrs. Thomas Gale, Whitehall, Michigan
- Casa per T. E. Gilpin, Oak Park, Illinois
- Casa per W. A. Glasner, Glencoe, Illinois
- Casa per Thomas P. Hardy, Racine, Wisconsin
- Casa per William R. Heath, Buffalo, New York
- Casa per A. P. Johnson, Lake Delavan, Wisconsin
- Biblioteca in memoria di Lawrence, Dana House, Springfield, Illinois
- Cottage del giardiniere per Darwin D. Martin, Buffalo, New York
- Tennis club di River Forest, River Forest, Illinois
- Ristrutturazione della casa per C. Thaxter Shaw, Montréal, Canada

### Robie House (Chicago, IL)
È il capolavoro delle Prairie houses. Essa non è nella prateria, come le altre, ma a Chicago, la città per cui Wright nutrì un rapporto di amore-odio (è comunque in periferia, non è quindi introversa come il Larkin building).
Frederick C. Robie era un ricco industriale propenso alla ricerca. Estremamente intraprendente, di lui si ricorda che da studente universitario fece una bicicletta a sei posti per pubblicizzare l'azienda del padre. Nel 1906 costruì un prototipo di auto e impiantò un'industria di ricambi. Sposatosi nel 1902, comprò cinque anni dopo il lotto dove verrà poi costruita la casa.
Nel 1909 contattò Wright e lo mise davanti a specifiche richieste:
Inoltre voleva una casa che fosse “funzionale come un'automobile”, che fosse fatta con materiali ignifughi, che ci fosse una relazione continua tra le stanze (questo era però già tipico di Wright), che non ci fossero armadi a muro chiusi e che i mobili e le decorazioni non avessero nulla in comune con quelle diffuse in quell'epoca. Inoltre avrebbe dovuto esserci una zona separata per i figli e un box (all'epoca era pionieristico). Robie prima di andare da Wright si era rivolto, con le sue interminabili richieste, a molti altri architetti della zona di Chicago e invariabilmente ottenne la solita risposta “So che cosa vuole, una di quelle dannate case di Wright”.
Il lotto, d'angolo, è in Woodlawn Avenue, poco lontano dall'università. Wright sfruttò la leggera pendenza di questo per incassare ulteriormente la casa. Il fronte sud ha molte finestre, comunica con l'esterno, quello nord è invece chiuso perché si pensò che molto probabilmente avrebbero costruito case molto a ridosso. Vista da fuori sembra che al perno verticale del camino si aggancino i tetti sospesi (sostenuti da travi di ferro). Terrazze, muretti e davanzali contribuiscono a svincolarsi dalla “scatola”. L'ampia finestratura dà la possibilità di partecipare alla vita esterna, i tetti e un alto recinto però sembrano proteggere la casa dalla strada e le danno discrezione.
Secondo la teoria tedesca del “Gesamtkunstwerk” Wright dedicò grande cura nella realizzazione non solo dell'edificio ma anche di tutti i particolari tecnici e d'arredamento. Le gronde sono studiate per il controllo della luce, Le luci artificiali sono in parte a vista (dei globi) e in parte nascoste, che seguono le travi. Il legno è di quercia rossa, lavorato “a macchina”, con decorazioni molto lineari. I soffitti sono bassi, quasi a voler proteggere la famiglia e dare intimità. I camini servono per aiutare il riscaldamento centrale. La forma lunga e stretta del lotto spinse l'architetto ad abbandonare l'impianto a croce in favore di quello allungato. La pianta è infatti costituita da due rettangoli intersecati e slittati tra loro. Il corpo anteriore ha nel suo centro il camino. nel corpo arretrato c'è la zona di servizio. L'orizzontalità della casa è accentuata dal suo arretramento rispetto ai tetti, dalla disposizione particolare dei mattoni (è più alto lo strato di cemento orizzontale rispetto a quello verticale, che peraltro è reso invisibile da una verniciatura in rosso) e dal basamento, che si prolunga oltre la casa.
Molto pubblicata sulle riviste, la Robie house esercitò una notevole influenza in tutto il mondo. Non era solo un'accogliente casa nella prateria come le altre, ma con la sua struttura in cemento, mattoni e acciaio (i nuovi materiali) e la sua forma aerodinamica ed elegante, si propose come la casa dell'era delle macchine. In Germania la casa divenne nota come esempio di architettura “dampfer” (piroscafo).
Il piano terreno è leggermente interrato. L'ingresso, protetto come al solito, è posto su un lato ed è sormontato da tre finestre. Si accede quindi a una zona aperta comprendente la hall, la sala del biliardo e la sala giochi. In mezzo, a dividere i tre ambienti, ci sono due camini, separati dalle scale che portano ai piani superiori. Le due canne fumarie, salendo, si uniscono a formare la canna fumaria principale del camino della Living room al primo piano. Nel corpo arretrato ci sono la lavanderia, la caldaia e il garage, collegato con la soprastante cucina per mezzo di una scala interna. Il primo piano (ammezzato) è caratterizzato dai grandi bow-window nei lati stretti. Nel corpo verso la strada, a cui si accede dal piano di sotto, vi sono la sala da pranzo e la living room, che in un unico spazio sono divise dalle sole scale e dal camino. La living room è la zona più scura della casa; molto bello il suo soffitto con un elaborato disegno a fascioni, in cui si incastonano i bulbi delle lampade. Famosissima la sala da pranzo, con le seggiole dagli alti schienali e il tavolo rettangolare, che ha in ogni angolo una lampada a piantana sormontata da fioriere (Wright era contrario agli alti candelieri che si mettevano come centrotavola per illuminare; erano per lui barriere all'intimità della cena). Il soffitto, in questa parte della casa si piega, continuando sulle pareti: Wright ottenne così un piacevole effetto di abbassamento. Nella parte arretrata della casa vi sono la cucina e la zona di servizio. Le camere da letto sono al secondo piano.

## 1906
- Ristrutturazione della casa per P. A. Beachy, Oak Park, Illinois
- Aggiunta del garage per George Blossom, Chicago, Illinois
- Casa per K. C. DeRhodes, South Blend, Indiana
- Casa per Grace Fuller, Glencoe, Illinois
- Casa per A. W. Gridley, Batavia, Illinois
- Casa per P. D. Hoyt, Geneva, Illinois
- Casa per George Madison Millard, Highland Park, Illinois
- Casa per Frederick Nicholas, Flossmoor, Illinois
- Camera ardente Petitt, Belvidere, Illinois
- Ricostruzione del tennis club di River Forest, River Forest, Illinois
- Ristrutturazione della casa per C. Thaxter Shaw, Montréal, Canada
- Unity Temple, Oak Park, Illinois.

## 1907
- Ristrutturazione della casa per il Col. George Fabyan, Geneva, Illinois
- Ristrutturazione del Country Club Fox River, Geneva, Illinois
- Casa per Stephen M. M. Hunt, La Grange, Illinois
- Padiglione espositivo per la Larkin Company, Jamestown, Virginia
- Emma Martin House Additions to the Fricke House, Oak Park, Illinois
- Ristrutturazione del negozio Pebbles and Balch, Oak Park, Illinois
- "Tanyderi", casa per Andrew Porter, Hillside, Spring Green, Wisconsin
- Casa per Barton J. Westcott, Springfield, Ohio

### Tomek House (Riverside,IL)
Richiama la Roberts house per l'ambiguità dei livelli, ma soprattutto la Robie house per l'impressione di allungamento in una direzione e l'alto basamento che le dà orizzontalità.

## 1908

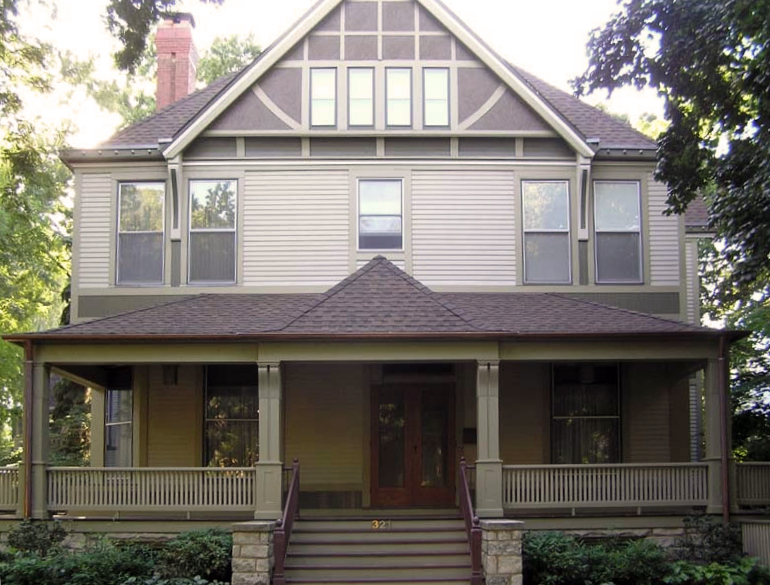
Charles E. Roberts House (1896)

### Roberts House (River Forest, IL)
È completamente integrata nella natura. Isabel Roberts era la contabile di Wright nello studio di Oak Park. La pianta è a croce. In questa casa Wright fece un uso ambiguo dei livelli: da fuori la casa sembra essere di un solo piano, in realtà ne ha due (la zona giorno e servizio è di mezzo livello interrata, il piano delle camere è invece rialzato di un mezzo piano). All'orizzontalità delle linee si contrappone la verticalità degli spazi nel salone a doppia altezza.

### Coonley House (Riverside, IL)
Wright la considerò una delle più riuscite Prairie house di questo periodo. Egli fu molto onorato per il fatto che la signora Coonley disse che voleva lui come architetto perché “il suo lavoro era l'espressione di un principio”. Fece quindi del suo meglio.
I materiali usati sono il mattone e il legno. Gli spazi della zona giorno sono completamente aperti; tali ambienti, enormi, sono al livello superiore, come sempre incentrati attorno al camino. Al piano inferiore vi sono i servizi. Tutto è curatissimo: i mobili, le vetrate a piombo (disegnate da Wright), la grande scala in legno, il grande giardino con lo specchio d'acqua, la bella casetta dei giochi per i bambini.

## 1909

### Gale House (1909, Oak Park, IL)
Per la sua rivoluzionaria forma colpì molto le avanguardie europee del movimento De Stijl. Wright non fu per nulla contento di ciò; era infatti convinto che il tipico “dottrinarismo europeo” avrebbe preso come modello solo la forma, privata però di tutta l'esperienza organica che le stava dietro.
La casa è diversa da quelle viste finora: ha infatti grandi terrazze che aggettano in tre direzioni; il camino è sì al centro, ma è spostato in una sola stanza. Piccola rispetto al lotto, è caratterizzata dalle semplici superfici, di intonaco bianco. Al piano terreno l'integrazione degli ambienti è massima; non ci sono pareti, solo schermi. Per Wright la Gale house fu la madre (soprattutto per le terrazze) di Fallingwater.

### Como Orchard Clubhouse (Darby, MO – parzialmente demolita)
Sarebbe dovuta diventare la colonia estiva nel Montana per i docenti della Chicago University. Alla base dell'idea era un utopico tentativo di investimento: una cooperativa di docenti, che si sarebbe autofinanziata affittando parte degli edifici costruiti. Furono persi però molti soldi, anche da Wright che ne aveva una quota.
Il progetto consisteva in una serie di Prairie houses disposte simmetricamente lungo i due lati dell'asse di insediamento che portava fino alla grossa Clubhouse. L'unica parte realizzata fu proprio questo edificio centrale, in cui vi erano gli spazi sociali e il ristorante (gli appartamenti non avevano infatti cucina per incentivare l'uso degli spazi comuni).
Vi è qualche punto in comune con le quadruple block houses che Wright progettò nel 1901 (esse erano 4 case unite su 4 lotti vicini. era anch'esso un progetto utopistico: I lotti erano troppo grandi per incentivare la speculazione edilizia, le case troppo vicine per interessare la classe medio-alta.

## 1912
- Casa William B. Greene, Aurora.
- Park Ridge Country Club, Park Ridge.

## 1917
- Casa Aisaku Hayashi, Tokio, Giappone.
- American Homes (ARCS), Milwaukee.

## 1918
- Casa Tazaemon Yamamura, Ashiya, Giappone.
- Casa Arinobu Fukuhara, Hakone, Giappone.

## 1921
- Hotel Imperiale Tokio, Giappone.
- Hollyhock House, Los Angeles, California

## 1923
- Storer House, Los Angeles, California
- Samuel Freeman House, Los Angeles, California
- Millard House, Pasadena, California

## 1924
- Ennis House, Los Angeles, California

## 1927
- Stazione di servizio per Buffalo, Stato di New York[2][3][4]

## 1929
- Arizona Biltmore Hotel, Phoenix, Arizona

## 1937
- Taliesin West, Scottsdale, Arizona

## 1939
- Casa Kaufmann, nota anche come Fallingwater o La casa sulla cascata, Mill Run, Contea di Fayette, Pennsylvania, USA (1935-1939)
- Uffici S.C. Johnson, Racine, Wisconsin, USA (1936-1939)

## 1943
- Museo Solomon R. Guggenheim, New York.

## 1948
- V. C. Morris Gift Shop, ora conosciuto come Xanadu Gallery, San Francisco, California

## 1952
- Casa George Lewis, Tallahassee.
- Residenza Archie Teater, Bliss.
- Casa Frank Sander, Stamford.
- Casa Arthur Pieper, Paradise Valley.
- Casa Louis Penfield, Willoughby Hills.
- Tiendas Anderton Court, Beverly Hills.
- Teatro Hillside, Spring Green.
- Casa Ray Brandes, Issaquah.
- Casa Quentin Blair, Cody.
- Casa Luis Marden, McLean.
- Casa R. W. Lindholm, Cloquet.
- Price Tower, Bartlesville, Oklahoma.

## 1954
- Sinagoga Beth Sholom di Elkins Park, Pennsylvania

## 1956
- Stazione di servizio R. W. Lindholm, Cloquet, Minnesota[2][5]